# Угода Лансінга — Ісії
Угода Лансінга-Ісії (яп. 石井・ランシング協定, Ishii-Ranshingu Kyōtei, англ. Lansing-Ishii Agreement) — угода між Японією та США, укладена у 1917 у формі обміну нотами між державним секретарем США Робертом Лансінгом та надзвичайним уповноваженим Японії у США Кікудзіро Ісії.

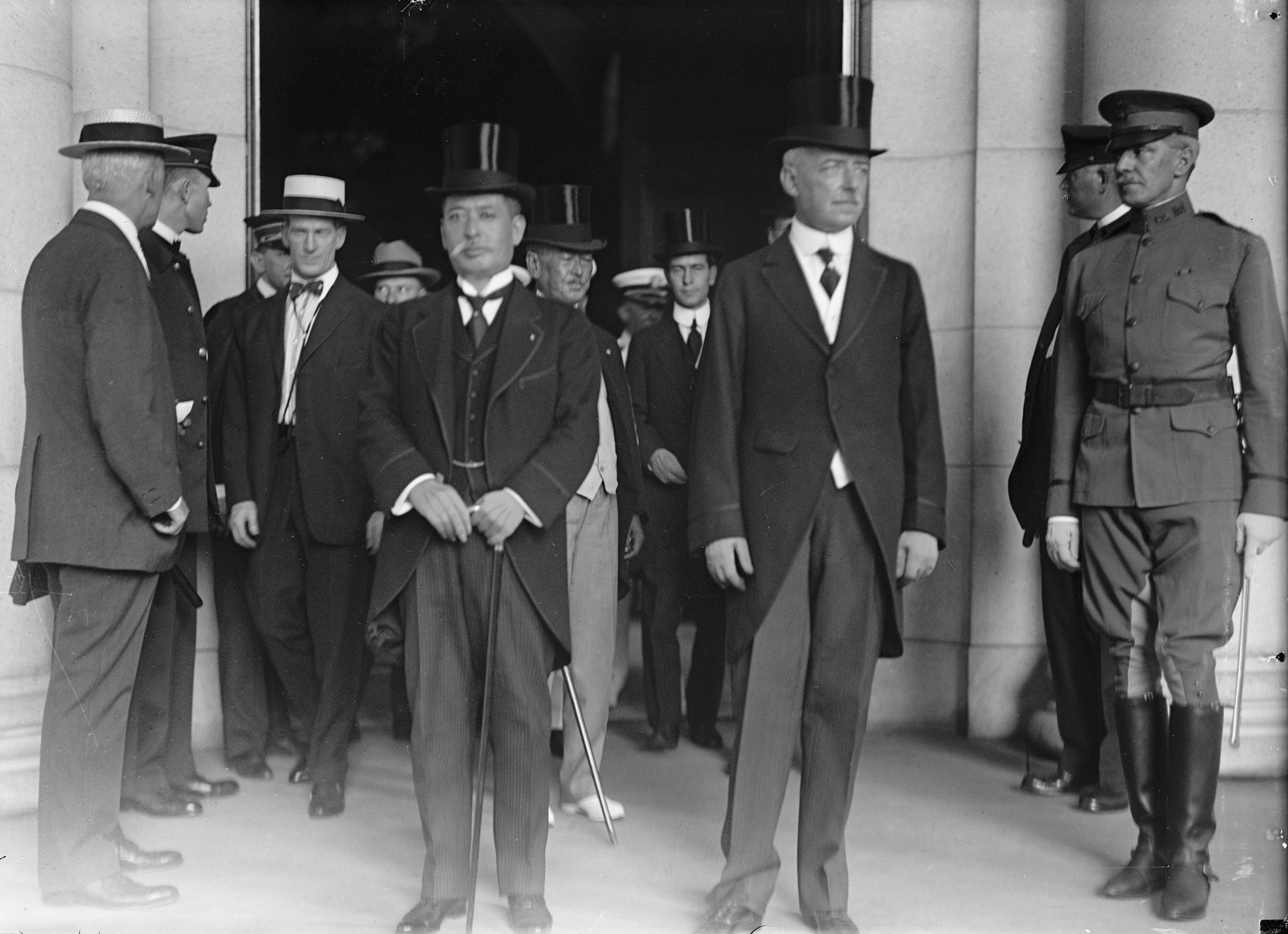
Віконт, спеціальний посланник Японії, з Державним секретарем Сполучених Штатів Робертом Лансінгом у Вашингтоні, 1917 для підписання угоди Лансінг-Ісіі

США визнали наявність особливих інтересів Японії у Китаї. В обмін на це Японія визнала американську політику відкритих дверей Китаю.